# Леезіська сільська рада
Ле́езіська сільська рада (ест. Leesi külanõukogu, рос. Леэзиский сельский совет) — сільська рада в Естонській РСР, адміністративно-територіальна одиниця в складі повіту Гар'юмаа (1945—1950) та Локсаського району (1950—1954).

## Географічні дані
Сільська рада розташовувалася на півострові Юмінда на півночі Естонії.

## Населені пункти
Сільській раді підпорядковувалися села: Юмінда (Juminda), Таммісту (Tammistu), Леезі (Leesi), Кійу-Аабла (Kiiu-Aabla), Колґа-Аабла (Kolga-Aabla), Педаспеа (Pedaspea), Тапурла (Tapurla), Вірве (Virve), Гара (Hara).

## Історія
8 серпня 1945 року на території волості Колґа в Гар'юському повіті утворена Леезіська сільська рада з центром у селі Леезі.
26 вересня 1950 року, після скасування в Естонській РСР повітового та волосного поділу, сільська рада ввійшла до складу новоутвореного Локсаського сільського району.
17 червня 1954 року в процесі укрупнення сільських рад Естонської РСР Леезіська сільська рада ліквідована, а її територія склала північну частину Локсаської сільської ради.